# Sabas d'Alexandria
Sabas d'Alexandria va ser patriarca Ortodox d'Alexandria des de l'any 1117 fins a una data desconeguda.
Es coneixen poques coses d'aquest patriarca. Va participar en un Sínode a Constantinoble on es van censurar els termes i les idees nestorianes expressades pel metropolità de Nicea, Eustraci, en els escrits que va fer contra l'Església Apostòlica Armènia.